# Basketbal op de Olympische Zomerspelen 1976
Basketbal is een van de sporten die beoefend werden tijdens de Olympische Zomerspelen 1976 in  Montréal, Canada.

## Mannen

### Voorronde

#### Groep A
| Datum   | Tijd  | Land        | Score     | Land        |
| ------- | ----- | ----------- | --------- | ----------- |
| 18 juli | 9:00  | Canada      | 104 - 76  | Japan       |
| 18 juli | 14:00 | Cuba        | 111 - 89  | Australië   |
| 18 juli | 19:00 | Mexico      | 77 - 120  | Sovjet-Unie |
| 19 juli | 11:00 | Canada      | 84 - 79   | Cuba        |
| 19 juli | 16:00 | Sovjet-Unie | 93 - 77   | Australië   |
| 19 juli | 21:00 | Mexico      | 108 - 90  | Japan       |
| 21 juli | 11:00 | Mexico      | 117 - 120 | Australië   |
| 21 juli | 16:00 | Japan       | 56 - 97   | Cuba        |
| 21 juli | 21:00 | Sovjet-Unie | 108 - 85  | Canada      |
| 23 juli | 11:00 | Japan       | 63 - 129  | Sovjet-Unie |
| 23 juli | 16:00 | Mexico      | 75 - 89   | Cuba        |
| 23 juli | 21:00 | Australië   | 69 - 81   | Canada      |
| 24 juli | 11:00 | Cuba        | 72 - 98   | Sovjet-Unie |
| 24 juli | 16:00 | Mexico      | 84 - 92   | Canada      |
| 24 juli | 21:00 | Australië   | 117 - 79  | Japan       |

| Groep A |             |             |             |             |            |            |            |        |
| #       | Land        | Wedstrijden | Wedstrijden | Wedstrijden | Doelpunten | Doelpunten | Doelpunten | Punten |
| #       | Land        | G           | W           | V           | V          | T          | Saldo      | Punten |
| 1       | Sovjet-Unie | 5           | 5           | 0           | 548        | 374        | 174        | 10     |
| 2       | Canada      | 5           | 4           | 1           | 446        | 416        | 30         | 9      |
| 3       | Cuba        | 5           | 3           | 2           | 448        | 402        | 46         | 8      |
| 4       | Australië   | 5           | 2           | 3           | 472        | 481        | -9         | 7      |
| 5       | Mexico      | 5           | 1           | 4           | 461        | 511        | -50        | 6      |
| 6       | Japan       | 5           | 0           | 5           | 364        | 555        | -191       | 5      |

#### Groep B
| Datum   | Tijd  | Land              | Score           | Land              |
| ------- | ----- | ----------------- | --------------- | ----------------- |
| 18 juli | 11:00 | Joegoslavië       | 84 - 63         | Puerto Rico       |
| 18 juli | 16:00 | Italië            | 86 - 106        | Verenigde Staten  |
| 18 juli | 21:00 | Egypte            | 64 - 103        | Tsjecho-Slowakije |
| 20 juli | 11:00 | Italië            | 2 - 0 (forfeit) | Egypte            |
| 20 juli | 16:00 | Verenigde Staten  | 95 - 94         | Puerto Rico       |
| 20 juli | 21:00 | Joegoslavië       | 99 - 81         | Tsjecho-Slowakije |
| 21 juli | 9:00  | Puerto Rico       | 2 - 0 (forfeit) | Egypte            |
| 21 juli | 14:00 | Tsjecho-Slowakije | 69 - 79         | Italië            |
| 21 juli | 19:00 | Joegoslavië       | 93 - 112        | Verenigde Staten  |
| 22 juli | 11:00 | Tsjecho-Slowakije | 89 - 83         | Puerto Rico       |
| 22 juli | 16:00 | Joegoslavië       | 88 - 87         | Italië            |
| 22 juli | 21:00 | Verenigde Staten  | 2 - 0 (forfeit) | Egypte            |
| 24 juli | 9:00  | Verenigde Staten  | 81 - 76         | Tsjecho-Slowakije |
| 24 juli | 14:00 | Joegoslavië       | 2 - 0 (forfeit) | Egypte            |
| 24 juli | 19:00 | Italië            | 95 - 81         | Puerto Rico       |

Egypte sloot zich na het spelen van 1 wedstrijd aan bij de Afrikaanse boycot van de Spelen van Montréal, alle overige wedstrijden van Egypte kregen een reglementaire 2-0 uitslag.
| Groep B |                   |             |             |             |            |            |            |        |
| #       | Land              | Wedstrijden | Wedstrijden | Wedstrijden | Doelpunten | Doelpunten | Doelpunten | Punten |
| #       | Land              | G           | W           | V           | V          | T          | Saldo      | Punten |
| 1       | Verenigde Staten  | 5           | 5           | 0           | 394        | 349        | 45         | 10     |
| 2       | Joegoslavië       | 5           | 4           | 1           | 364        | 343        | 21         | 9      |
| 3       | Italië            | 5           | 3           | 2           | 347        | 344        | 3          | 8      |
| 4       | Tsjecho-Slowakije | 5           | 2           | 3           | 418        | 406        | 12         | 7      |
| 5       | Puerto Rico       | 5           | 1           | 4           | 321        | 363        | -42        | 6      |
| 6       | Egypte            | 5           | 0           | 1           | 64         | 103        | -39        | 1      |

### Plaatsingsronde

#### 9e t/m 12e plaats
| Datum   | Tijd  | Land        | Score           | Land   |
| ------- | ----- | ----------- | --------------- | ------ |
| 25 juli | 14:00 | Puerto Rico | 111 - 91        | Japan  |
| 25 juli | 16:00 | Mexico      | 2 - 0 (forfeit) | Egypte |

#### 5e t/m 8e plaats
| Datum   | Tijd  | Land   | Score   | Land              |
| ------- | ----- | ------ | ------- | ----------------- |
| 25 juli | 20:00 | Italië | 79 - 72 | Australië         |
| 25 juli | 22:00 | Cuba   | 76 - 91 | Tsjecho-Slowakije |

#### 11e en 12e plaats
| Datum   | Tijd  | Land  | Score           | Land   |
| ------- | ----- | ----- | --------------- | ------ |
| 27 juli | 12:00 | Japan | 2 - 0 (forfeit) | Egypte |

#### 9e en 10e plaats
| Datum   | Tijd  | Land        | Score   | Land   |
| ------- | ----- | ----------- | ------- | ------ |
| 27 juli | 14:00 | Puerto Rico | 89 - 84 | Mexico |

#### 7e en 8e plaats
| Datum   | Tijd  | Land      | Score   | Land |
| ------- | ----- | --------- | ------- | ---- |
| 27 juli | 16:00 | Australië | 81 - 92 | Cuba |

#### 5e en 6e plaats
| Datum   | Tijd  | Land   | Score   | Land              |
| ------- | ----- | ------ | ------- | ----------------- |
| 27 juli | 20:00 | Italië | 98 - 75 | Tsjecho-Slowakije |

### Halve Finales
| Datum   | Tijd  | Land             | Score   | Land        |
| ------- | ----- | ---------------- | ------- | ----------- |
| 26 juli | 14:00 | Sovjet-Unie      | 84 - 89 | Joegoslavië |
| 26 juli | 16:00 | Verenigde Staten | 95 - 77 | Canada      |

### Bronzen Finale
| Datum   | Tijd  | Land        | Score    | Land   |
| ------- | ----- | ----------- | -------- | ------ |
| 27 juli | 16:00 | Sovjet-Unie | 100 - 72 | Canada |

### Finale
| Datum   | Tijd  | Land        | Score   | Land             |
| ------- | ----- | ----------- | ------- | ---------------- |
| 27 juli | 22:00 | Joegoslavië | 74 - 95 | Verenigde Staten |

### Eindrangschikking
| Goud | Zilver | Brons | 4 |
| Verenigde Staten Phil Ford Steve Sheppard Adrian Dantley Walter Davis Quinn Buckner Ernie Grunfeld Kenny Carr Scott May Tate Armstrong Tom LaGarde Phil Hubbard Mitch Kupchak                                | Joegoslavië Blagoje Georgievski Dragan Kićanović Vinko Jelovac Rajko Žižić Željko Jerkov Andro Knego Zoran Slavnić Krešimir Ćosić Damir Šolman Žarko Varajić Dražen Dalipagić Mirza Delibašić       | Sovjet-Unie Vladimir Arzamaskov Oleksandr Salnikov Valeri Miloserdov Alzjan Zjarmoechamedov Andrej Makejev Ivan Edesjko Sergej Belov Vladimir Tkatsjenko Anatoli Mysjkin Micheil Korkia Aleksandr Belov Vladimir Zjigili                                     | Canada Alex Devlin Martin Riley Bill Robinson John Cassidy Derek Sankey Bob Sharpe Cameron Hall Jamie Russell Robert Town Romel Raffin Lars Hansen Phil Tollestrup                                                                         |
| 5 | 6 | 7 | 8 |
| Italië Giuseppe Brumatti Giulio Iellini Carlo Recalcati Luciano Vendemini Fabrizio Della Fiori Renzo Bariviera Marino Zanatta Dino Meneghin Pierluigi Marzorati Luigi Serafini Ivan Bisson Gianni Bertolotti | Tsjecho-Slowakije Vladimír Ptáček Vojtěch Petr Jiří Konopásek Justin Sedlák Stanislav Kropilák Jaroslav Kantůrek Zdeněk Kos Jiří Pospíšil Vladimír Padrta Kamil Brabenec Zdeněk Douša Gustav Hraška | Cuba Juan Carlos Domecq Fortuondo Ruperto Herrera Tabio Juan Roca Brunet Pedro Chappé García Alejandro Ortíz Rafael Cañizares Poey Daniel Scott Brice Ángel Padrón Martín Tomás Herrera Martínez Oscar Varona Varona Alejandro Urgelles Guibot Felix Morales | Australië Andrew Campbell Ian Watson Robert Cadee Anthony Barnett Eddie Palubinskas Andris Blicavs Michael Tucker Perry Crosswhite Russell Simon Peter Walsh John Maddock Ray Tomlinson                                                    |
| 9 | 10 | 11 | 12 |
| Puerto Rico Alfred Lee Michael Vicens Neftali Rivera Luis Brignoni Ruben Rodríquez Roberto Alvarez Héctor Blondet Jimmy Thordsen Mariano Ortíz Teofilo Cruz Raymond Dalmau Earl Brown                        | Mexico Jesús García Arturo Guerrero Jorge Flores Rafael Palomar Antonio Ayala Samuel Campis Héctor Rodríguez Anastacio Reyes Gabriel Nava Ruben Alcala Manuel Saenz Manuel Raga                     | Japan Shigeaki Abe Nobuo Chigusa Satoshi Mori Shoji Yuki Yutaka Fujimoto Hirofumi Numata Kiyohide Kuwata Koji Yamamoto Shigeto Shimizu Fumio Saito Norihiko Kitahara Hideki Hamaguchi                                                                        | Egypte Sayed Aboul Dahab Mohamed Essam Khaled Mohamed Khaled el-Said Fathi Kamel Hamdi el-Seoudi Mohamed Hanafi el-Gohari Ahmed Abdelhamid el-Saharti Ismail Mohamed Aly Selim Medhat Warda Osman Farid Mohamed Hamdi Osman Awad Abdelnabi |

## Vrouwen

### Toernooi
| Datum   | Tijd  | Land              | Score    | Land              |
| ------- | ----- | ----------------- | -------- | ----------------- |
| 19 juli | 9:00  | Verenigde Staten  | 71 - 84  | Japan             |
| 19 juli | 14:00 | Sovjet-Unie       | 115 - 51 | Canada            |
| 19 juli | 19:00 | Tsjecho-Slowakije | 66 - 67  | Bulgarije         |
| 20 juli | 9:00  | Japan             | 121 - 89 | Canada            |
| 20 juli | 14:00 | Verenigde Staten  | 95 - 79  | Bulgarije         |
| 20 juli | 19:00 | Tsjecho-Slowakije | 75 - 88  | Sovjet-Unie       |
| 22 juli | 9:00  | Bulgarije         | 68 - 91  | Sovjet-Unie       |
| 22 juli | 14:00 | Japan             | 62 - 76  | Tsjecho-Slowakije |
| 22 juli | 19:00 | Verenigde Staten  | 89 - 75  | Canada            |
| 23 juli | 9:00  | Bulgarije         | 66 - 63  | Japan             |
| 23 juli | 14:00 | Canada            | 59 - 67  | Tsjecho-Slowakije |
| 23 juli | 19:00 | Verenigde Staten  | 77 - 112 | Sovjet-Unie       |
| 25 juli | 9:00  | Canada            | 62 - 85  | Bulgarije         |
| 26 juli | 14:00 | Verenigde Staten  | 83 - 67  | Tsjecho-Slowakije |
| 26 juli | 19:00 | Sovjet-Unie       | 98 - 75  | Japan             |

| Eindstand |                   |             |             |             |            |            |            |        |
| #         | Land              | Wedstrijden | Wedstrijden | Wedstrijden | Doelpunten | Doelpunten | Doelpunten | Punten |
| #         | Land              | G           | W           | V           | V          | T          | Saldo      | Punten |
| Goud      | Sovjet-Unie       | 5           | 5           | 0           | 504        | 346        | 158        | 10     |
| Zilver    | Verenigde Staten  | 5           | 3           | 2           | 415        | 417        | -2         | 8      |
| Brons     | Bulgarije         | 5           | 3           | 2           | 365        | 377        | -12        | 8      |
| 4         | Tsjecho-Slowakije | 5           | 2           | 3           | 351        | 359        | -8         | 7      |
| 5         | Japan             | 5           | 2           | 3           | 405        | 400        | 5          | 7      |
| 6         | Canada            | 5           | 0           | 5           | 336        | 477        | -141       | 5      |

### Eindrangschikking
| Goud | Zilver | Brons |
| Sovjet-Unie Angelė Rupšienė Tetjana Zacharova Raisa Koervjakova Olga Barisjeva Tatjana Ovetsjkina Nadezjda Sjoevajeva Uļjana Semjonova Nadezjda Zacharova Nelli Ferjabnikova Olga Soecharnova Tamāra Dauniene Natalja Klymova | Verenigde Staten Cindy Brogdon Susan Rojcewicz Ann Meyers Lusia Harris Nancy Dunkle Charlotte Lewis Nancy Lieberman Gail Marquis Patricia Roberts Mary Anne O'Connor Patricia Head Julienne Simpson | Bulgarije Nadka Goltsjeva Penka Metodieva Petkana Makavejeva Snezjana Michailova Krasimira Gjoerova Krasimira Bogdanova Todorka Jordanova Diana Dilova Margarita Sjtarkelova Maria Stojanova Girgina Skarlatova Penka Stojanova |
| 4 | 5 | 6 |
| Tsjecho-Slowakije Ludmila Králíková Dana Ptáčková Pavla Davidová Ludmila Chmelíková Martina Babková Ivana Kořínková Ywetta Polláková Lenka Nechvátalová Vlasta Vrbková Marta Pechová Hana Doušová Božena Miklošovičová        | Japan Kimiko Hashimoto Kazuko Kadoya Kimi Wakitashiro Mieko Fukui Miyako Otsuka Miho Matsuoka Kazuyo Hayashida Teruko Miyamoto Keiko Namai Reiko Aonuma Sachiyo Yamamoto Misako Satake              | Canada Joyce Douthwright Joanne Sargent Anne Hurley Christine Critelli Bev Bland Coleen Dufresne Sheila Strike Sylvia Sweeney Carol Turney Donna Hobin Angela Johnson Beverly Barnes                                            |

## Medaillespiegel
| Plaats | Land             | NOC    | Goud | Zilver | Brons | Totaal |
| ------ | ---------------- | ------ | ---- | ------ | ----- | ------ |
| 1      | Verenigde Staten | USA    | 1    | 1      | 0     | 2      |
| 2      | Sovjet-Unie      | URS    | 1    | 0      | 1     | 2      |
| 3      | Joegoslavië      | YUG    | 0    | 1      | 0     | 1      |
| 4      | Bulgarije        | BUL    | 0    | 0      | 1     | 1      |
| Totaal | Totaal           | Totaal | 2    | 2      | 2     | 6      |

St. Louis 1904 · Berlijn 1936 · Londen 1948 · Helsinki 1952 · Melbourne 1956 · Rome 1960 · Tokio 1964 · Mexico-Stad 1968 · München 1972 · Montréal 1976 · Moskou 1980 · Los Angeles 1984 · Seoel 1988 · Barcelona 1992 · Atlanta 1996 · Sydney 2000 · Athene 2004 · Peking 2008 · Londen 2012 · Rio de Janeiro 2016 · Tokio 2020 · Parijs 2024 · Los Angeles 2028
Medaillewinnaars 
Atletiek · Basketbal · Boksen · Boogschieten · Gewichtheffen · Handbal · Hockey · Judo · Kanovaren · Moderne vijfkamp · Paardensport · Roeien · Schermen · Schietsport · Schoonspringen · Turnen · Voetbal · Volleybal · Waterpolo · Wielersport · Worstelen · Zeilen · Zwemmen